# IC 432
IC 432 је рефлексиона маглина у сазвјежђу Орион која се налази на листи објеката дубоког неба у Индекс каталогу.
Деклинација објекта је - 1° 30' 24" а ректасцензија 5h 40m 55,0s. IC 432 је још познат и под ознакама LBN 946, CED 55M.